# Sukno
Sukno je teška tkanina od grebenane vunene pređe, a u novije vrijeme od mješavine vune i poliesterskih vlakana. Obično je tkana u platnenom vezu. Valjkanjem i izvlačenjem vlakana uz pomoć zavrnutih iglica dobiva se čupavost i samim tim punoća materijala. Rabi se za izradu odjeće, za konferencijske ili biljarske stolove i slično. Nekada je u povijesti bila osnovna tkanina koja se izrađivala od vune.
Sklavina je naziv za sukno starih Slavena u našim (uglavnom brdskim) krajevima, a u Dubrovačkoj Republici u uporabi je bio naziv aba.